# モキル語
モキル語（モキルご）は、オーストロネシア語族ミクロネシア諸語に属する言語である。モアキロア語とも呼ばれる。ミクロネシア連邦ポンペイ州に属するカロリン諸島のモキル環礁（モアキロア環礁）とポンペイ島で話されている。モキル環礁からのアメリカ合衆国への移民にも話者が存在している。